# Epiclastopelma
- Commons
- Wikispecies

Epiclastopelma Lindau, segundo o Sistema APG II, é um gênero botânico da família Acanthaceae, natural das regiões tropicais da África.

## Sinonímia
- Sooia Pócs

## Espécies
Apresenta duas espécies:
- Epiclastopelma glandulosum
- Epiclastopelma macranthum
- «Lista das espécies»

## Nome e referências
Epiclastopelma Lindau, 1895

## Classificação do gênero
| Sistema | Classificação                       | Referência            |
| ------- | ----------------------------------- | --------------------- |
| APG II  | Ordem Lamiales, família Acanthaceae | APweb, versão 9, 2008 |